# Егер, Георгий Романович
Георгий Романович Егер (1902, Санкт-Петербург — 25 декабря 1937, Уфа) — советский геолог. Входил в Русское общество любителей мироведения (общество любителей естественных и физико-математических знаний и мироведения — астрономии и геофизики), где в 1927 году занимал пост секретаря географической секции.

## Биография
Родился в 1902 году в Санкт-Петербурге, по национальности русский (по др. данным эстонец). Имел высшее образование.
Работал в Ленинградском Всесоюзном научно-исследовательском геологоразведочном институте.
Участник исследований, вместе с А. А. Ивановым, новооткрытого Верхнекамского месторождения солей, где в 1926 году производили детальную геологическую съёмку районов городов Соликамск и Березники, а именно: Березниковский район, Прикамский бассейн, реки Глухая Вильма, Язьва, [ольва, Пильва, Кама. Полученные данные подытожены в статье:
Материалы по общей и прикладной геологии [Текст] / Геологический комитет. — Л.: Геологический комитет. Вып. 124: Материалы по исследованию Прикамского соленосного района. вып. V : Геологические исследования в Соликамском и Чердынском районах Уральской обл., произведенные летом 1927 г. / А. А. Иванов. Предварительный отчет по геологическим исследованиям в Верхне-Камском соленосном районе за 1927 г. / Г. Р. Егер . — 1929. — 62 с.
Один из первых исследователей приволжских нефтяных месторождений, в будущем получивших название «Второе Баку».
Исследовал открытые в 1929 году на месте погребённых известняковых массивов северное и южное месторождения Верхнечусовских Городков. Итог работы подытожены в статье «Некоторые новые данные о возрасте чусовской нефтеносной толщи» в журнале «Нефтяное хозяйство» за февраль 1930, цитируется в известной книге Трофимука «Урало-Поволжье — новая нефтяная база СССР. (История открытия, состояние, перспективы)» (М., 1957, С.53)
Один из участников разработки Ишимбаевских нефтепромыслов, открытых в 1932 году. Старший геолог Ишимбаевского нефтепромысла треста «Востокнефть».
Жил в посёлке Ишимбай Башкирской АССР. Арестован 7 мая 1935 как «вредитель». Осуждён 14 октября 1935 на 10 лет ИТЛ. Отбывал наказание в Ухто-Печорском ИТЛ. Вторично арестован 29 марта 1937 года. Выездной сессией Военной коллегии Верховного суда СССР в г. Уфа 25 декабря 1937 приговорён по статьям 58-6-7-8-11 к высшей мере наказания. Расстрелян в г. Уфа 25 декабря 1937,,
Арест Г. Р. Егера не был единственным в рядах нефтяников Второго Баку и шёл в русле карательных операций того времени. М. А. Камалетдинов, рассматривая историю нефти Башкортостана, не мог не пройти мимо печальной страницы того времени.

Карательные органы были готовы в любой момент навести свой кровавый порядок. Малейшие помехи в работе, связанные с естественными геологическими процессами, рассматривались как злостное вредительство и строго наказывались. Такое отношение к специалистам нанесло большой ущерб нефтепоисковому делу. В 1936 г. был расстрелян как враг народа Е. Раманевич, работавший с 1929 по 1934 г. главным геологом Востокнефти; другой главный геолог Востокнефти, сменивший на посту названного выше, Я. Л. Давидович был расстрелян в декабре 1937 г. Вместе с ним в этот день расстреляли ещё двенадцать нефтяников, среди которых заместитель управляющего Башнефти Р. З. Бучацкий, старшие геологи Б. Я. Авров и Г. Р. Егер, руководитель лаборатории Р. М. Базюк, главный инженер конторы «Башнефть» П. Н. Умников, начальник геологической партии А. В. Максимов, помощник управляющего Всесоюзной конторой геофизразведки «Главнефти» С. А. Фукс и др. В том же году расстреляли начальника Востокнефти, старого большевика С. М. Ганшина. После него сменилось ещё несколько главных специалистов этого учреждения, которые навсегда бесследно исчезали. Руководство Башнефти до 1941 г. менялось четыре раза.— Камалетдинов М.А. 75 лет нефти Башкортостана. //Геологический сборник, 2007, №6. С.275